# Diego Iori
Diego Iori (* 20. Mai 1986 in Cavalese) ist ein italienischer Eishockeyspieler, der seit 2018 beim SHC Fassa in der Alps Hockey League unter Vertrag steht.

## Karriere
Diego Iori begann seine Profikarriere beim SHC Fassa in der Serie A1, der höchsten italienischen Spielklasse. Für Fassa gab der Flügelspieler in der Saison 2003/04 sein Debüt im professionellen Eishockey. Ab der Saison 2010/11 war er Mannschaftskapitän des SHC Fassa. Im Sommer 2012 verließ er Fassa und wechselte zum Ligakonkurrenten Hockey Milano Rossoblu. Schon nach einer Spielzeit kehrte er jedoch zu seinem Stammverein in das Fassatal zurück. Von 2014 bis 2016 stand er bei Asiago Hockey, mit dem er 2015 den italienischen Meistertitel und die Supercoppa erringen konnte, auf dem Eis. Anschließend wechselte er zum HC Gherdëina in die Alps Hockey League.

### International
Für Italien nahm Iori im Juniorenbereich an der U18-Junioren-Weltmeisterschaft der Division I 2004 sowie den U20-Junioren-Weltmeisterschaften der Division I 2004, 2005 und 2006 teil. Im Seniorenbereich stand er im Aufgebot seines Landes bei den Weltmeisterschaften der Division I 2009 und 2011 sowie bei der Weltmeisterschaft der Top-Division 2012. Zudem vertrat er seine Farben beim Qualifikationsturnier für die Olympischen Winterspiele in Sotschi 2014.

## Erfolge und Auszeichnungen
- 2009 Aufstieg in die Top-Division bei der Weltmeisterschaft der Division I, Gruppe B
- 2011 Aufstieg in die Top-Division bei der Weltmeisterschaft der Division I, Gruppe A
- 2015 Italienischer Meister mit Asiago Hockey